# 15.ª etapa del Giro de Italia 2024
La 15.ª etapa del Giro de Italia 2024 tuvo lugar el 19 de mayo de 2024 y consistió en una etapa de montaña con inicio en Manerba del Garda y final en Livigno sobre un recorrido de 222 km. Esta fue ganada por el esloveno Tadej Pogačar del equipo UAE Team Emirates siendo el líder de la clasificación general.

## Clasificación de la etapa
| Manerba del Garda - Livigno | etapa de montaña | (222 km) |

| \| Clasificación de la etapa \| Clasificación de la etapa \| Clasificación de la etapa \| Clasificación de la etapa \| Clasificación de la etapa \| \| Ciclista \| Ciclista \| Equipo \| Tiempo \| \| \| ------------------------- \| ------------------------- \| -------------------------- \| ------------------------- \| ------------------------- \| \| 1.º \| Tadej Pogačar \| UAE Team Emirates \| 6 h 11 min 43 s \| \| \| 2.º \| Nairo Quintana \| Movistar Team \| + 29 s \| \| \| 3.º \| Georg Steinhauser \| EF Education-EasyPost \| + 2 min 32 s \| \| \| 4.º \| Romain Bardet \| Team dsm-firmenich PostNL \| + 2 min 47 s \| \| \| 5.º \| Daniel Felipe Martínez \| Bora-Hansgrohe \| + 2 min 50 s \| \| \| 6.º \| Geraint Thomas \| Ineos Grenadiers \| + 2 min 50 s \| \| \| 7.º \| Einer Rubio \| Movistar Team \| + 2 min 58 s \| \| \| 8.º \| Ben O'Connor \| Decathlon-AG2R La Mondiale \| + 2 min 58 s \| \| \| 9.º \| Thymen Arensman \| Ineos Grenadiers \| + 3 min 05 s \| \| \| 10.º \| Jan Hirt \| Soudal Quick-Step \| + 3 min 20 s \| \| |                        |                            |                 |
| |                        |                            |                 |
| Fuentes: ProCyclingStats Cycling Quotient |                        |                            |                 |
| Clasificación de la etapa |                        |                            |                 |
| Ciclista | Ciclista               | Equipo                     | Tiempo          |
| 1.º | Tadej Pogačar          | UAE Team Emirates          | 6 h 11 min 43 s |
| 2.º | Nairo Quintana         | Movistar Team              | + 29 s          |
| 3.º | Georg Steinhauser      | EF Education-EasyPost      | + 2 min 32 s    |
| 4.º | Romain Bardet          | Team dsm-firmenich PostNL  | + 2 min 47 s    |
| 5.º | Daniel Felipe Martínez | Bora-Hansgrohe             | + 2 min 50 s    |
| 6.º | Geraint Thomas         | Ineos Grenadiers           | + 2 min 50 s    |
| 7.º | Einer Rubio            | Movistar Team              | + 2 min 58 s    |
| 8.º | Ben O'Connor           | Decathlon-AG2R La Mondiale | + 2 min 58 s    |
| 9.º | Thymen Arensman        | Ineos Grenadiers           | + 3 min 05 s    |
| 10.º | Jan Hirt               | Soudal Quick-Step          | + 3 min 20 s    |

## Clasificaciones al final de la etapa

### Clasificación general(Maglia Rosa)
| \| Clasificación general \| Clasificación general \| Clasificación general \| Clasificación general \| Clasificación general \| \| Ciclista \| Ciclista \| Equipo \| Tiempo \| \| \| --------------------- \| ---------------------- \| -------------------------- \| --------------------- \| --------------------- \| \| 1.º \| Tadej Pogačar \| UAE Team Emirates \| 56 h 11 min 42 s \| \| \| 2.º \| Geraint Thomas \| Ineos Grenadiers \| + 6 min 41 s \| \| \| 3.º \| Daniel Felipe Martínez \| Bora-Hansgrohe \| + 6 min 56 s \| \| \| 4.º \| Ben O'Connor \| Decathlon-AG2R La Mondiale \| + 7 min 43 s \| \| \| 5.º \| Antonio Tiberi \| Bahrain Victorious \| + 9 min 26 s \| \| \| 6.º \| Thymen Arensman \| Ineos Grenadiers \| + 9 min 45 s \| \| \| 7.º \| Romain Bardet \| Team dsm-firmenich PostNL \| + 10 min 49 s \| \| \| 8.º \| Filippo Zana \| Team Jayco AlUla \| + 11 min 11 s \| \| \| 9.º \| Einer Rubio \| Movistar Team \| + 12 min 13 s \| \| \| 10.º \| Jan Hirt \| Soudal Quick-Step \| + 13 min 11 s \| \| |                        |                            |                  |
| |                        |                            |                  |
| Fuentes: ProCyclingStats Cycling Quotient |                        |                            |                  |
| Clasificación general |                        |                            |                  |
| Ciclista | Ciclista               | Equipo                     | Tiempo           |
| 1.º | Tadej Pogačar          | UAE Team Emirates          | 56 h 11 min 42 s |
| 2.º | Geraint Thomas         | Ineos Grenadiers           | + 6 min 41 s     |
| 3.º | Daniel Felipe Martínez | Bora-Hansgrohe             | + 6 min 56 s     |
| 4.º | Ben O'Connor           | Decathlon-AG2R La Mondiale | + 7 min 43 s     |
| 5.º | Antonio Tiberi         | Bahrain Victorious         | + 9 min 26 s     |
| 6.º | Thymen Arensman        | Ineos Grenadiers           | + 9 min 45 s     |
| 7.º | Romain Bardet          | Team dsm-firmenich PostNL  | + 10 min 49 s    |
| 8.º | Filippo Zana           | Team Jayco AlUla           | + 11 min 11 s    |
| 9.º | Einer Rubio            | Movistar Team              | + 12 min 13 s    |
| 10.º | Jan Hirt               | Soudal Quick-Step          | + 13 min 11 s    |

### Clasificación por puntos(Maglia Ciclamino)
| Clasificación por puntos | Clasificación por puntos | Clasificación por puntos      | Clasificación por puntos | Clasificación por puntos |
| Ciclista                 | Ciclista                 | Equipo                        | Puntos                   |                          |
| ------------------------ | ------------------------ | ----------------------------- | ------------------------ | ------------------------ |
| 1.º                      | Jonathan Milan           | Lidl-Trek                     | 284 pts                  |                          |
| 2.º                      | Kaden Groves             | Alpecin-Deceuninck            | 175 pts                  |                          |
| 3.º                      | Tim Merlier              | Soudal Quick-Step             | 93 pts                   |                          |
| 4.º                      | Filippo Fiorelli         | VF Group-Bardiani CSF-Faizanè | 88 pts                   |                          |
| 5.º                      | Andrea Pietrobon         | Team Polti Kometa             | 86 pts                   |                          |
| 6.º                      | Tadej Pogačar            | UAE Team Emirates             | 84 pts                   |                          |
| 7.º                      | Julian Alaphilippe       | Soudal Quick-Step             | 82 pts                   |                          |
| 8.º                      | Jhonatan Narváez         | Ineos Grenadiers              | 63 pts                   |                          |
| 9.º                      | Benjamin Thomas          | Cofidis                       | 57 pts                   |                          |
| 10.º                     | Juan Sebastián Molano    | UAE Team Emirates             | 54 pts                   |                          |

### Clasificación de la montaña(Maglia Azzurra)
| Clasificación de la montaña | Clasificación de la montaña | Clasificación de la montaña   | Clasificación de la montaña | Clasificación de la montaña |
| Ciclista                    | Ciclista                    | Equipo                        | Puntos                      |                             |
| --------------------------- | --------------------------- | ----------------------------- | --------------------------- | --------------------------- |
| 1.º                         | Tadej Pogačar               | UAE Team Emirates             | 172 pts                     |                             |
| 2.º                         | Simon Geschke               | Cofidis                       | 78 pts                      |                             |
| 3.º                         | Nairo Quintana              | Movistar Team                 | 65 pts                      |                             |
| 4.º                         | Christian Scaroni           | Astana Qazaqstan Team         | 64 pts                      |                             |
| 5.º                         | Daniel Felipe Martínez      | Bora-Hansgrohe                | 58 pts                      |                             |
| 6.º                         | Valentin Paret-Peintre      | Decathlon-AG2R La Mondiale    | 55 pts                      |                             |
| 7.º                         | Romain Bardet               | Team dsm-firmenich PostNL     | 45 pts                      |                             |
| 8.º                         | Georg Steinhauser           | EF Education-EasyPost         | 42 pts                      |                             |
| 9.º                         | Lilian Calmejane            | Intermarché-Wanty             | 36 pts                      |                             |
| 10.º                        | Giulio Pellizzari           | VF Group-Bardiani CSF-Faizanè | 32 pts                      |                             |

### Clasificación de los jóvenes(Maglia Bianca)
| Clasificación del mejor joven | Clasificación del mejor joven | Clasificación del mejor joven | Clasificación del mejor joven | Clasificación del mejor joven |
| Ciclista                      | Ciclista                      | Equipo                        | Tiempo                        |                               |
| ----------------------------- | ----------------------------- | ----------------------------- | ----------------------------- | ----------------------------- |
| 1.º                           | Antonio Tiberi                | Bahrain Victorious            | 56 h 21 min 08 s              |                               |
| 2.º                           | Thymen Arensman               | Ineos Grenadiers              | + 19 s                        |                               |
| 3.º                           | Filippo Zana                  | Team Jayco AlUla              | + 1 min 45 s                  |                               |
| 4.º                           | Davide Piganzoli              | Team Polti Kometa             | + 9 min 03 s                  |                               |
| 5.º                           | Alex Baudin                   | Decathlon-AG2R La Mondiale    | + 14 min 29 s                 |                               |
| 6.º                           | Giovanni Aleotti              | Bora-Hansgrohe                | + 16 min 52 s                 |                               |
| 7.º                           | Valentin Paret-Peintre        | Decathlon-AG2R La Mondiale    | + 28 min 20 s                 |                               |
| 8.º                           | Kevin Vermaerke               | Team dsm-firmenich PostNL     | + 49 min 46 s                 |                               |
| 9.º                           | Edoardo Zambanini             | Bahrain Victorious            | + 51 min 38 s                 |                               |
| 10.º                          | Mauri Vansevenant             | Soudal Quick-Step             | + 52 min 21 s                 |                               |

### Clasificación por equipos"Súper team"
| Clasificación por equipos | Clasificación por equipos     | Clasificación por equipos | Clasificación por equipos |
| Equipo                    | Equipo                        | Tiempo                    |                           |
| ------------------------- | ----------------------------- | ------------------------- | ------------------------- |
| 1.º                       | Ineos Grenadiers              | 169 h 15 min 59 s         |                           |
| 2.º                       | Decathlon-AG2R La Mondiale    | + 14 s                    |                           |
| 3.º                       | UAE Team Emirates             | + 27 min 40 s             |                           |
| 4.º                       | Bora-Hansgrohe                | + 34 min 15 s             |                           |
| 5.º                       | Astana Qazaqstan Team         | + 43 min 29 s             |                           |
| 6.º                       | Bahrain Victorious            | + 49 min 50 s             |                           |
| 7.º                       | Movistar Team                 | + 1 h 02 min 49 s         |                           |
| 8.º                       | Team dsm-firmenich PostNL     | + 1 h 05 min 37 s         |                           |
| 9.º                       | VF Group-Bardiani CSF-Faizané | + 1 h 06 min 42 s         |                           |
| 10.º                      | EF Education-EasyPost         | + 1 h 16 min 02 s         |                           |

## Abandonos
- Vadim Pronskiy (Astana Qazaqstan Team) no tomó la salida de la etapa debido a una enfermedad.[2]
- Clément Davy (Groupama-FDJ) abandonó durante la etapa.[3]